# Зерцала

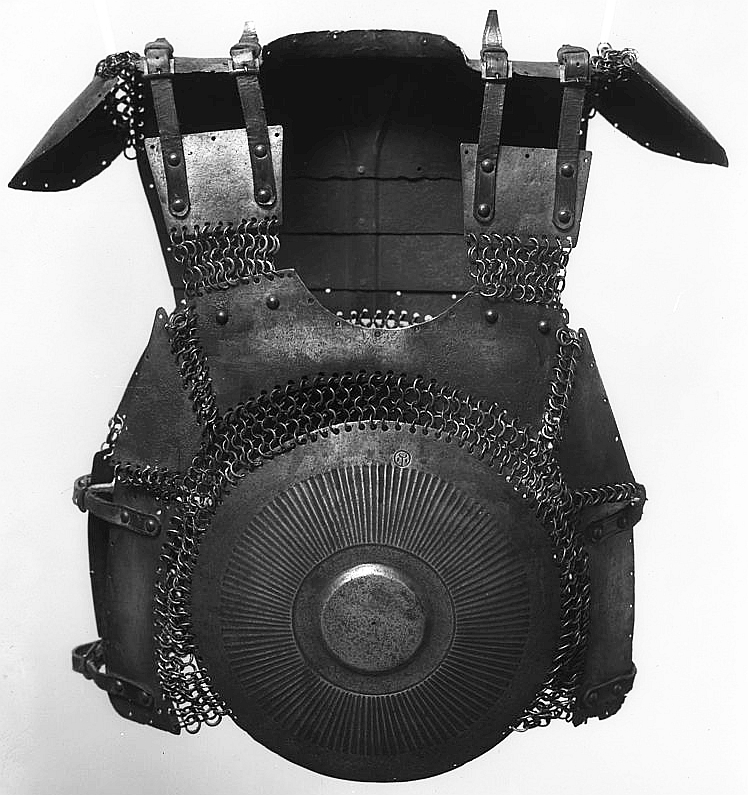
Османські зерцала.

Зерца́ла (заст. укр. зєрцала, звєрцадла, «дзеркала») — східний сталевий обладунок типу «чотири дзеркала», який вдягали як додатковий, поверх звичайного кільчастого панцира. Складався з 4 великих пластин для захисту тулуба вояка, які натирали до блиску (звідси й назва зерцала). Нагрудні й наспинні пластини мали округлу, прямокутну або восьмикутну форми; бокові пластини — вигнуті по тілу, з вирізом для пахв. Був поширений в Персії, Індії, Китаї, Середній Азії, Близькому Сході, Східній Європі. Старо-українські назви 2-ї половини XVI ст. — зєрцала, звєрцадла («зерцальний обладунок»), зверцадло (ст.-пол. zwierciadło).

## Назви
- англ. mirror armour, disc armour, krug armour — «дзеркальний обладунок», «дисковий обладунок», «обладунок з кругів»;
- перс. چهاﺮآﻳنه, chahār-āyneh / char-aina — «чотири дзеркала»;
- кит.: 護心鏡, hùxīnjìng — «серцезахисне дзеркало»;
- каз. şar-ayna, шар-айна — «чотири дзеркала»;
- рос. зерцала — дзеркала.

## Конструкція

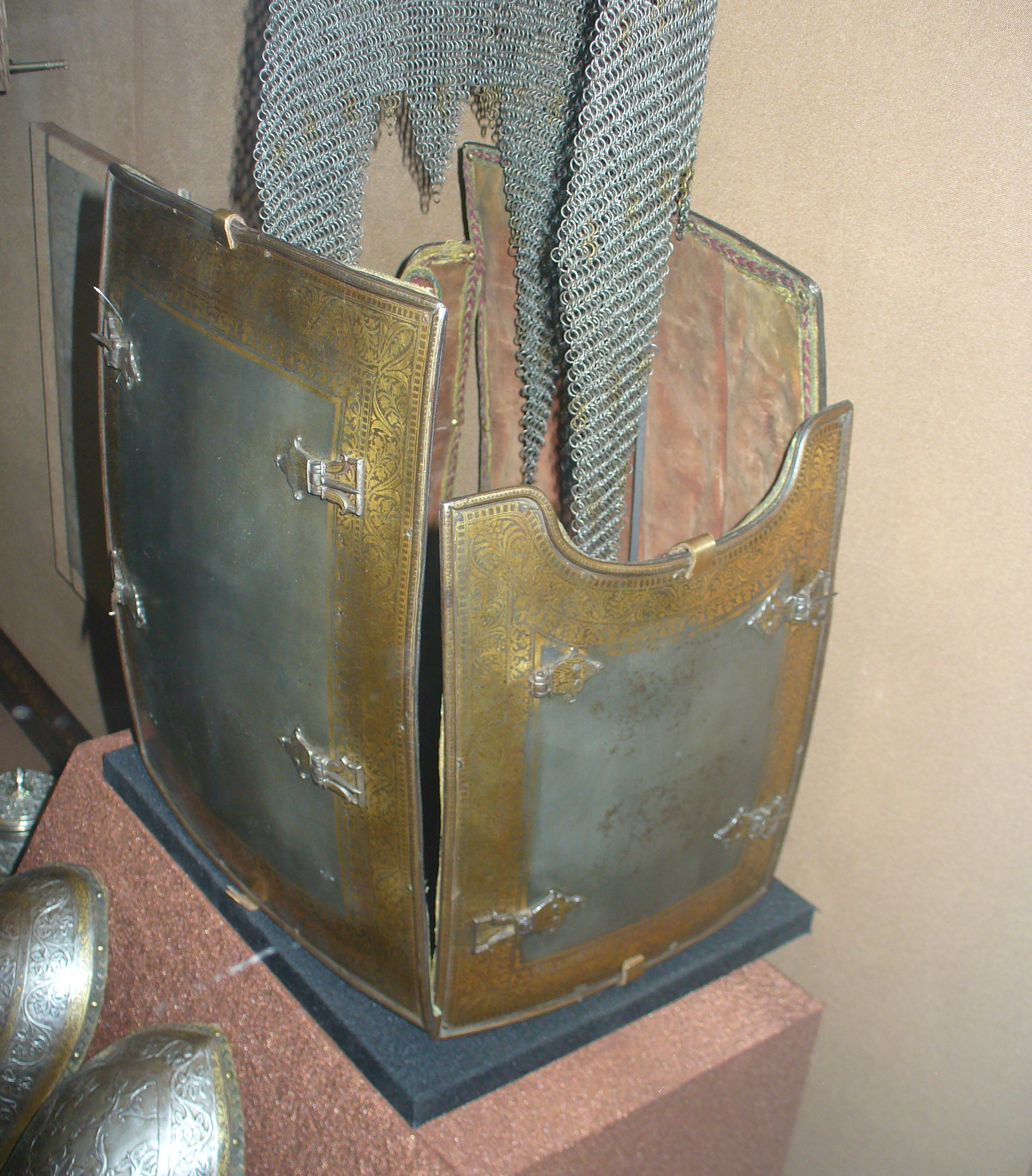
Пластини перських зерцал.

Складався з чотирьох великих пластин, які захищали груди, спину і боки воїна.
Пластини для захисту грудей і спини робилися прямокутної або восьмикутної форми. Менші бокові прямокутні пластини були вигнуті. Пластини полірували до дзеркального блиску (звідси назва обладунку), прикрашали золотою або срібною насічкою. Зерцала підбивали сукном чи оксамитом, іноді облямовували шовковою бахромою.
Пластини-дзеркала, вага яких окремо рідко перевищувала 2 кг, з'єднувалися між собою на плечах і боках ременями або шовковими тасьмами за допомогою пряжок, прикутих по плит.

## Історія
Зерцало виникло, очевидно, внаслідок збільшення однієї з деталей шкіряного панцира, підсиленого круглими бляхами. Подібний обладунок к. II — поч. I тис. до н. е. знайдено у с. Головіно у Вірменії. До його складу входив нагрудник, підсилений сімома великими круглими бронзовими пластинами. Зерцальний обладунок (кругла пластина, прив'язана до воїна ременями навхрест) зображено на ассирійському рельєфі сер. VIII ст. до н. е. Обладунок І половини І тис до н. е., гіпотетично кімерійський, до складу якого входить велике бронзове зерцало, виявлено у Слободзеї. Бронзові зерцальні обладунки використовували у другій половині І тис. до н. е. у Іспанії та Італії.
Розвиток зерцальних обладунків на Сході не припинявся упродовж античності та середньовіччя. Круглими пластинами оздоблювалися у верхній частині монгольські та середньоазійські обладунки XIV ст. У той самий час зерцала почали використовувати і в Росії: це підтверджується знахідкою обладунку в Пскові, до складу якого входила кругла опукла пластина, оздоблена хрестом та зображеннями. У XVI ст. на Близькому Сході виник обладунок «джасеран», що складався з пластин різного розміру, поєднаних між собою кольчужним плетінням навколо центрального великого зерцала. Протягом XVI—XVII ст. такий зерцальний обладунок був поширений у Північній Африці, Близькому Сході, Малій та Середній Азії, Індії, на Кавказі, Балканах, Україні та Росії.
На Сході еволюціонував також у обладунок «шарайна» («чотири дзеркала»), що характеризувався переважно прямокутними формами пластин.

## Галерея

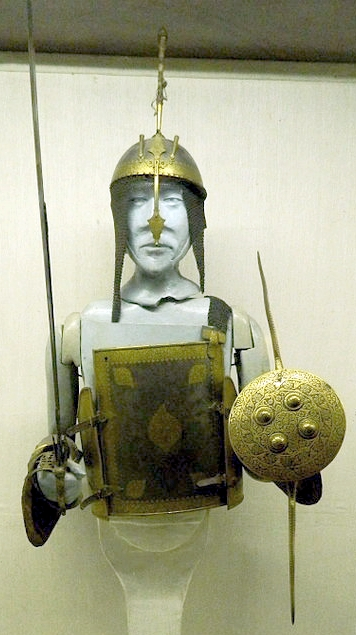
Індійські зерцала
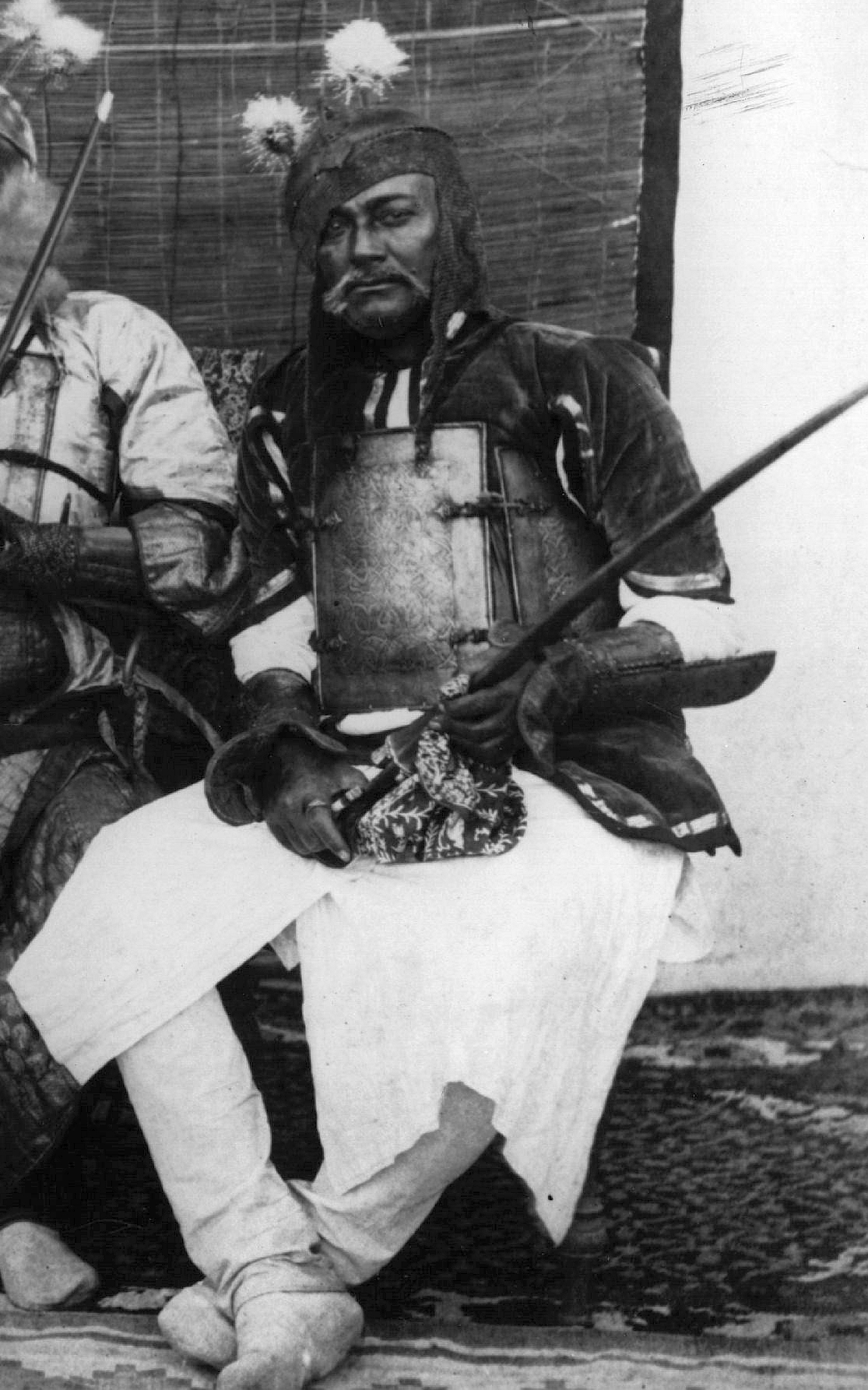
Індійські зерцала
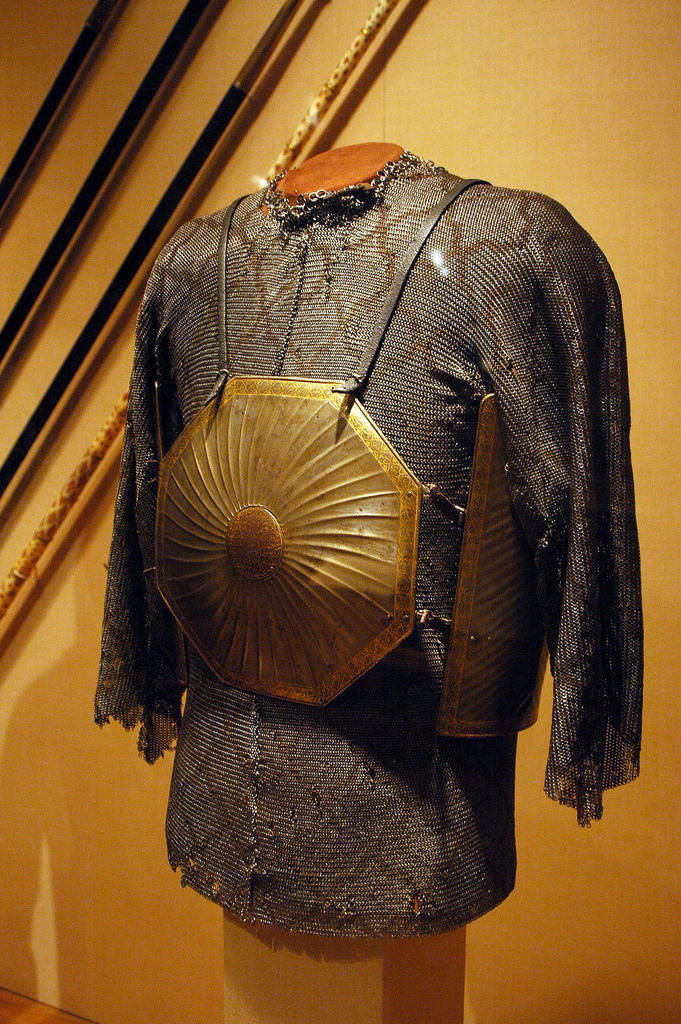
Індоперські зерцала
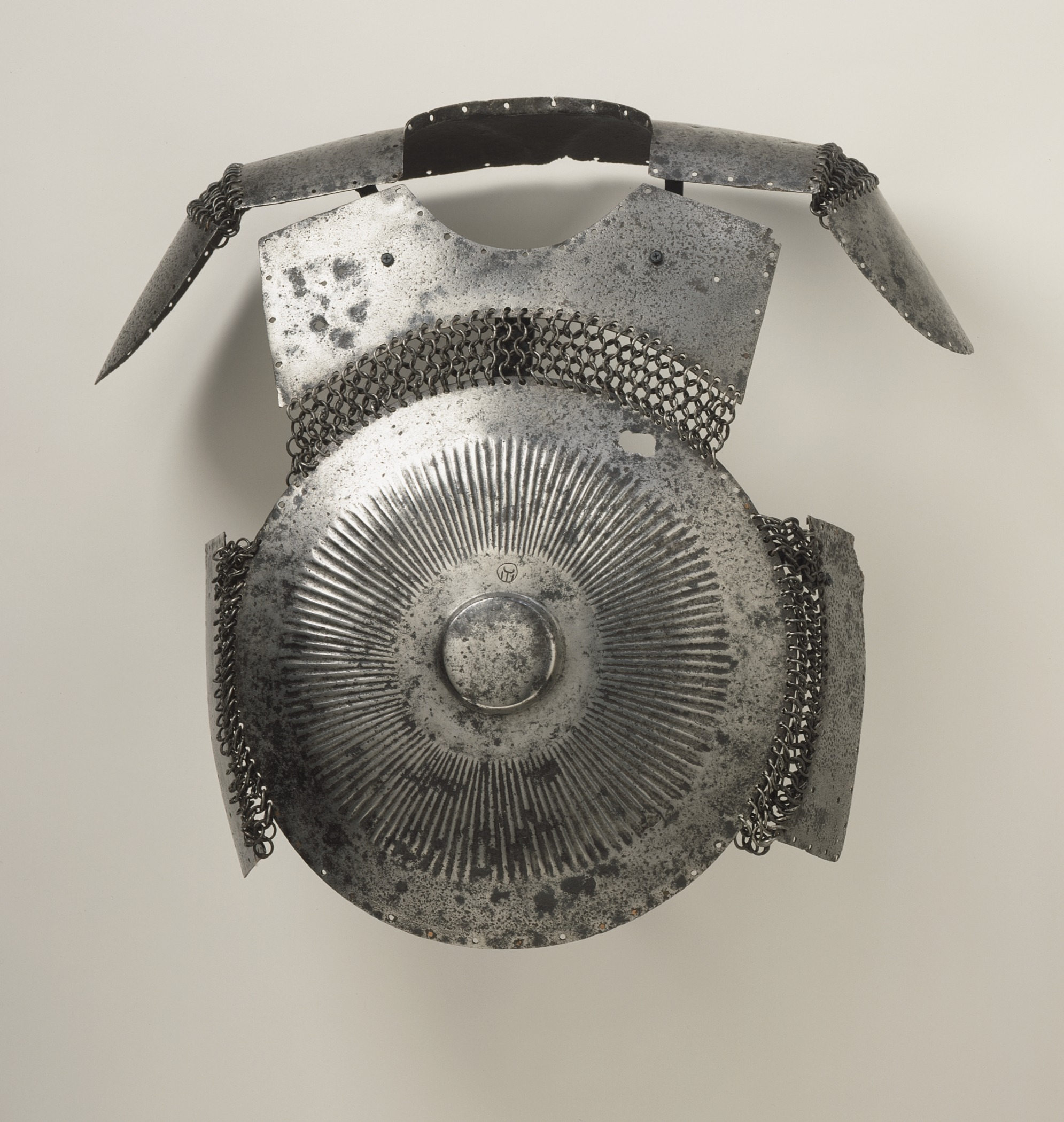
Турецькі зерцала
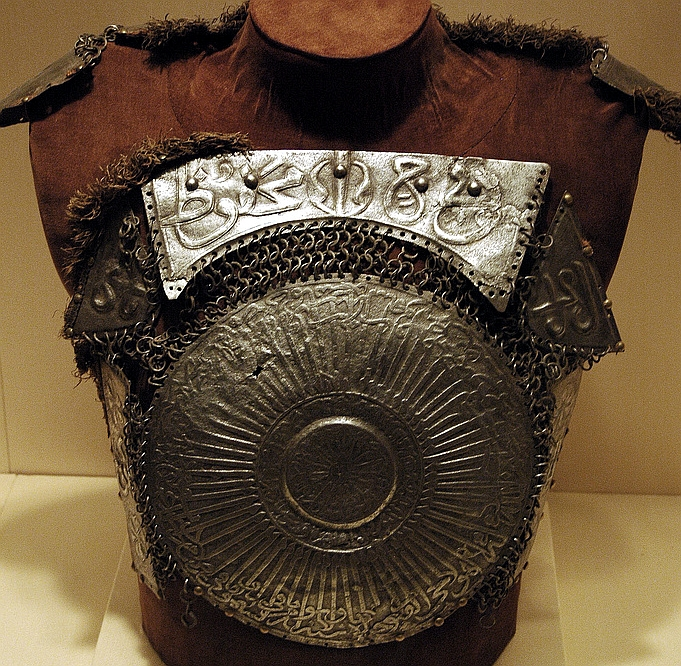
Турецькі зерцала
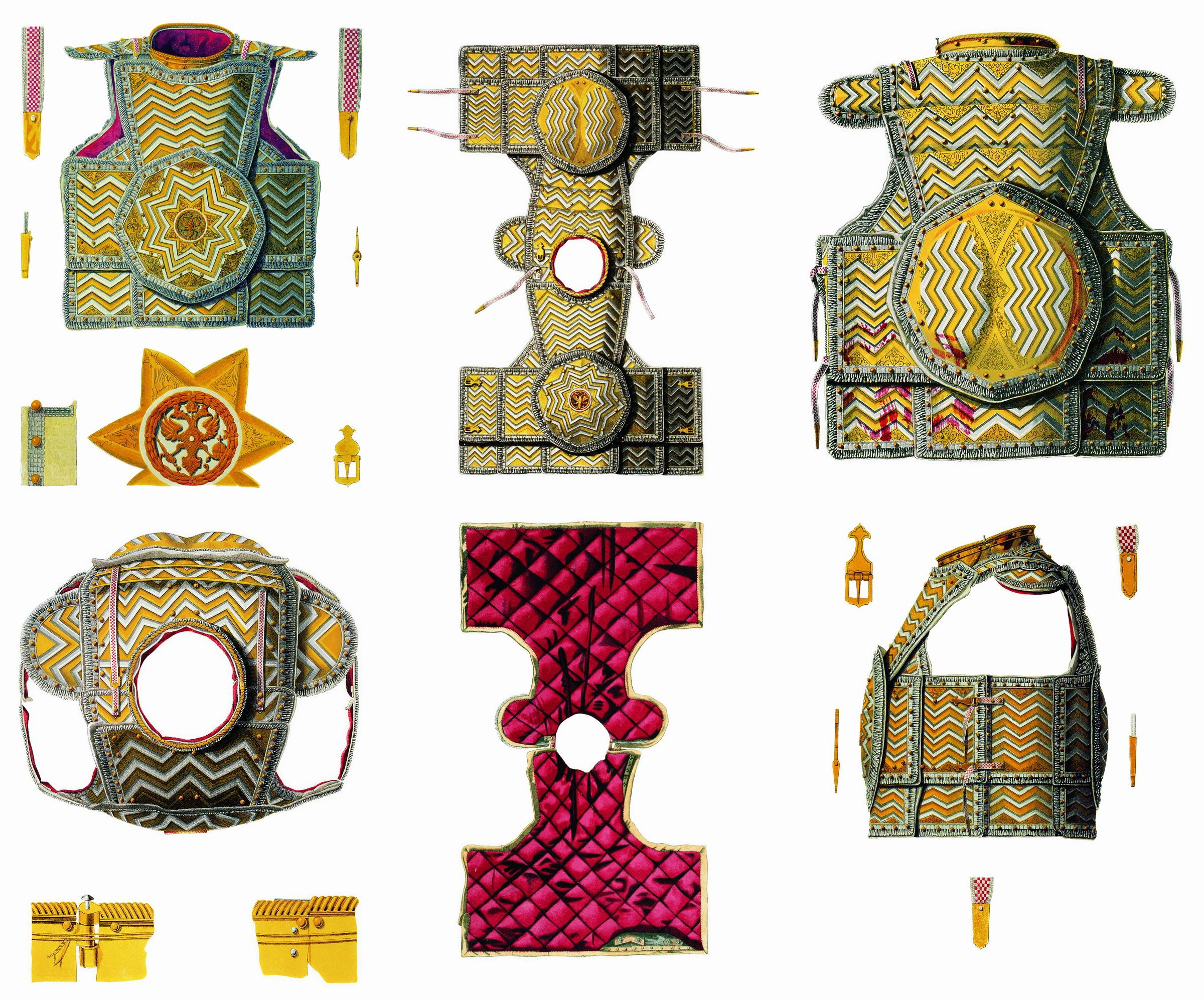
Московські зерцала
Московські зерцала
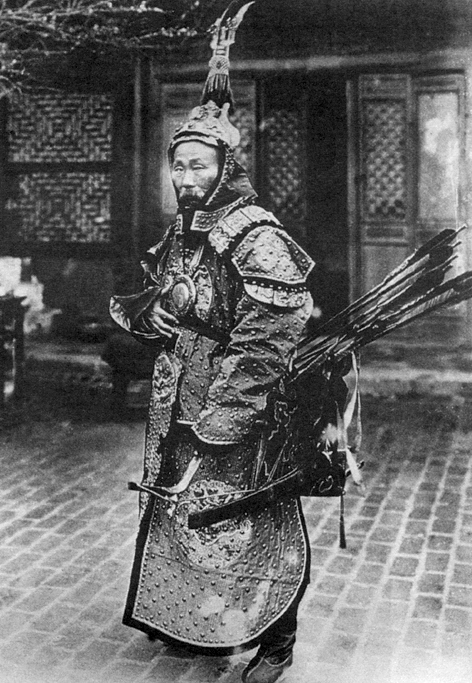
Китайські зерцала
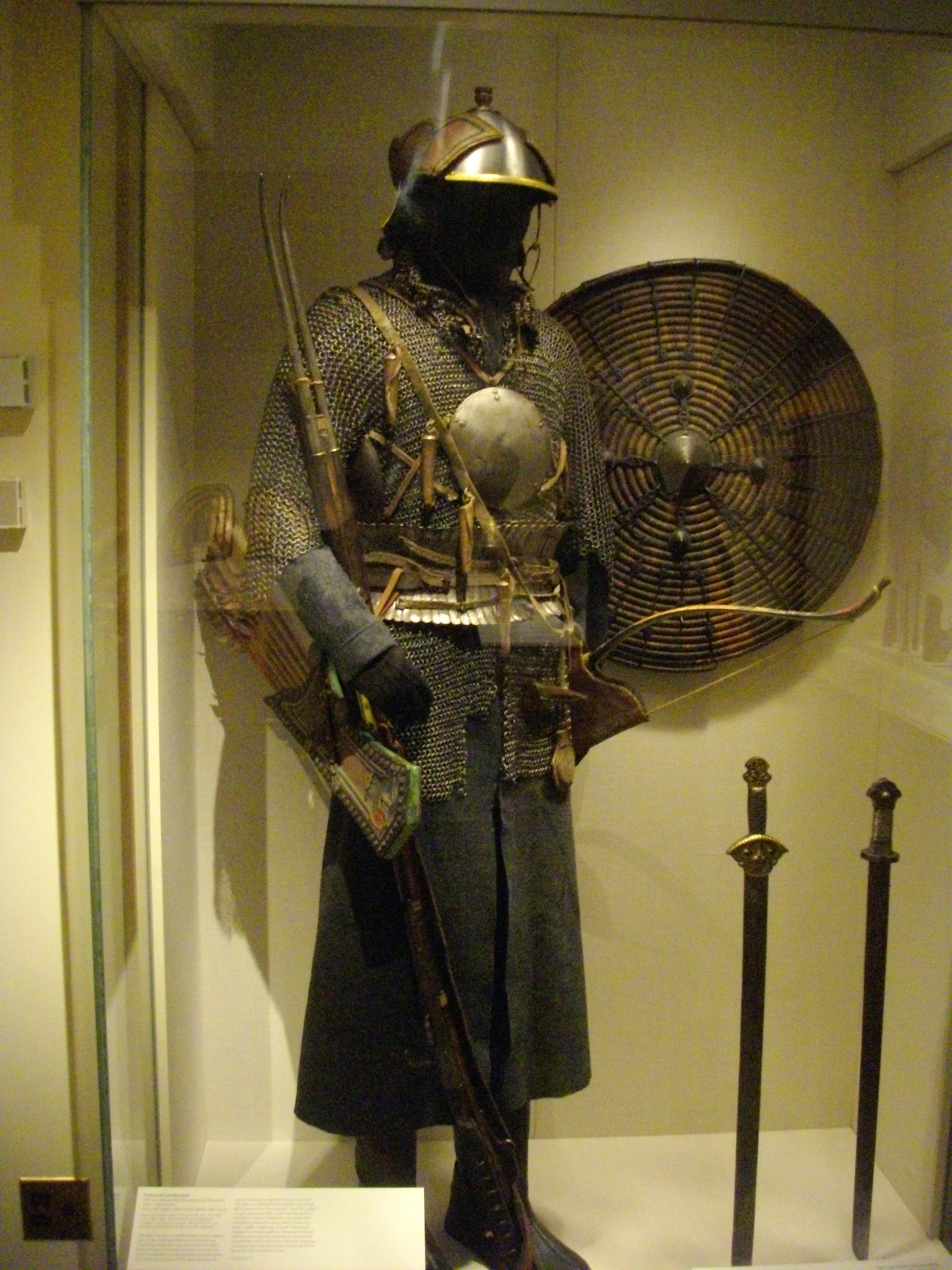
Тибетські зерцала